# Воронцов, Иван Михайлович (боярин)
Иван Михайлович Воронцов (ум. 1587) — боярин, воевода и дипломат. Сын Михаила Семеновича Воронцова (ум. 1539) из дворянского рода Воронцовых. Был послом царя Ивана Грозного в Литву летом 1556 года и к шведскому королю Эрику XIV в 1567—1569 годах.
Иван Михайлович Воронцов является составителем статейного списка о посольстве в Швецию в 1567—1569 годах, состоявшемся в обстановке взаимного недоверия обеих сторон — как шведских официальных кругов, так и московских послов — накануне свержения шведского короля Эрика XIV. В статейном списке почти нет описаний страны, в нём содержатся краткие записи о деловых встречах, беседах и об испытаниях, выпавших в Швеции на долю участников посольства: В. и его спутники пережили в Стокгольме переворот 1568 года, низложивший Эрика; они находились восемь месяцев в заключении и едва спасли свою жизнь. В Москву, вместе с товарищами, И. М. Воронцов вернулся только в 1569 году.